# Gesellschaft für Interkulturelle Philosophie
Die Gesellschaft für Interkulturelle Philosophie  / Société de Philosophie Interculturelle / Society of Intercultural Philosophy (GIP) wurde 1992 als gemeinnütziger Verein von Ram Adhar Mall gegründet und hat inzwischen Mitglieder in allen Erdteilen, die gemeinsam an der Sache der Interkulturellen Philosophie arbeiten. Ziel der Organisation ist es, die Schranken der eigenen kulturellen Bedingtheiten im Philosophieren zu öffnen und sich sowohl systematisch als auch historisch im gegenseitigen Austausch mit den philosophischen Bemühungen anderer, zunächst fremder Kulturen auseinanderzusetzen.
Die GIP und ihre Schwestergesellschaften veranstalten zu diesem Zweck regelmäßig Tagungen und Kongresse; außerdem wird die Diskussion in zahlreichen Publikationen geführt. Die Mitglieder der GIP bemühen sich darüber hinaus, das Anliegen der Interkulturalität in Vorträgen, in Forschung und Lehre und in Diskussionsrunden bekannt zu machen. Gesprächskreise finden auf regionaler Ebene statt.

## Veröffentlichungen
- Studien zur Interkulturellen Philosophie. = Studies in Intercultural Philosophy. = Etudes de Philosophie Interculturelle. ZDB-ID 2252525-7.
- Interkulturelle Bibliothek. ZDB-ID 2192172-6.